# 日本原子力発電
日本原子力発電株式会社（にほんげんしりょくはつでん、英語: The Japan Atomic Power Company）は、茨城県那珂郡東海村と福井県敦賀市に原子力発電所を持つ卸電気事業者。設立は1957年で、東海村にある東海発電所は日本最初の商業用原子炉である。略称として原電（げんでん）または日本原電（にほんげんでん）が使われる。
日本に商用原子力発電を導入するために、電気事業連合会加盟の電力会社9社と電源開発の出資によって設立された。

## 概要
日本原子力発電は、1957年5月に、電力会社の社長会で、電力会社9社が出資して『原子力発電振興会社』を設立する案が打ち出されたのがその始めである。この時に電力会社9社は、原子力開発は民間主体で行うことを考えており、当時の原子力委員会委員長であった正力松太郎はその方針を支持していた。
一方、同年7月には、国が主体となって設立された電源開発が原子力開発を政府主体で行う意見書を発表し、真っ向から対立することとなった。さらに、当時の経済企画庁長官であった河野一郎が政府主導の開発方針を支持し、正力と対立することとなった。
結局、正力が河野の意見を受け入れる形で、沖縄電力を除く電力会社9社80%、電源開発20%の出資によって、日本原子力発電が設立された。

## 沿革
- 1957年（昭和32年）11月1日 - 日本原子力発電株式会社設立。
- 1960年（昭和35年）1月16日 - 東海発電所建設工事着工。
- 1966年（昭和41年）
  - 4月22日 - 敦賀発電所建設工事着工。
  - 7月25日 - 東海発電所1号機営業運転開始。
- 1970年（昭和45年）3月14日 - 敦賀発電所1号機営業運転開始。
- 1973年（昭和48年）6月1日 - 東海第二発電所建設工事着工。
- 1978年（昭和53年）11月28日 - 東海第二発電所1号機営業運転開始。
- 1981年（昭和56年）4月1日 - 敦賀発電所1号機給水加熱器問題発生により運転停止。
- 1982年（昭和57年）
  - 1月22日 - 敦賀発電所1号機営業運転再開。
  - 4月20日 - 敦賀発電所2号機建設工事着工。
- 1987年（昭和62年）2月17日 - 敦賀発電所2号機営業運転開始。
- 1998年（平成10年）3月31日 - 東海発電所1号機営業運転停止。
- 2001年（平成13年）12月4日 - 東海発電所の廃止措置に着手。
- 2004年（平成16年）7月2日 - 敦賀発電所3,4号機建設準備工事開始。
- 2011年（平成23年）
  - 3月11日 - 東北地方太平洋沖地震による被害で東海第二発電所1号機が自動停止[3]。
  - 5月2日 - 敦賀発電所2号機の1次冷却水で放射能濃度上昇[4]、7日に原子炉を手動停止[5]。
- 2013年（平成25年）5月 - 敦賀発電所2号機直下の断層「D-1破砕帯」が活断層と判定され[6]、運転再開は困難となる。15日、社が原子力規制庁を通じ、原子力規制委員会の専門家チームメンバーへ個別に抗議文書を送っていた事が明らかになった。
- 2014年（平成26年）
  - 1月 - 原子力規制委員会の有識者調査団が敦賀原発敷地内断層の再調査を終える[7]。
  - 6月 - 原子力規制委員会が敦賀原発2号機直下の断層が活断層か否かの有識者会合を開催[8]。

- 2015年（平成27年）4月 - 敦賀発電所1号機が廃炉となる[9]。
- 2024年
  - 11月13日 - 原子力規制委員会が敦賀原発2号機の再稼働について、正式に不合格とした[10]。

## 発電施設
- 総出力には定期点検中の号機を含む。廃止された号機、建設中の号機は含まない。

### 原子力発電所
2箇所、2012～2023年の発電実績は0kWh（発電時間、設備利用率とも0）（2023年）
| 発電所名       | 原子炉型式                    | 総出力    | 号機        | 出力             | 運転開始                    | 所在地             | 備考                                                                      |
| -------------- | ----------------------------- | --------- | ----------- | ---------------- | --------------------------- | ------------------ | ------------------------------------------------------------------------- |
| 東海第二発電所 | 沸騰水型軽水炉                | 110万kW   | 1号機       | 110万kW          | 1978年11月28日              | 茨城県那珂郡東海村 | 東北地方太平洋沖地震により停止中。                                        |
| 敦賀発電所     | 沸騰水型軽水炉 加圧水型軽水炉 | 151.7万kW | 1号機 2号機 | 35.7万kW 116万kW | 1970年3月14日 1987年7月25日 | 福井県敦賀市       | 1号機は廃炉決定済み。 2号機は定期点検中。 3・4号機（各153.8万kW）計画中。 |

#### 廃止・解体中
1箇所
| 発電所名   | 原子炉型式         | 号機  | 出力     | 運転開始      | 運転終了      | 所在地             | 備考         |
| ---------- | ------------------ | ----- | -------- | ------------- | ------------- | ------------------ | ------------ |
| 東海発電所 | 黒鉛減速ガス冷却炉 | 1号機 | 16.6万kW | 1966年7月25日 | 1998年3月31日 | 茨城県那珂郡東海村 | 解体作業中。 |

## 会社組織

### 関連会社・団体
グループ企業（連結子会社）
- 原電エンジニアリング株式会社

　設立：1973年（昭和48年）11月1日
関連会社
リサイクル燃料貯蔵株式会社
　設立：2005年（平成17年）11月21日
関連団体（いずれも公益財団法人）
公益財団法人げんでん ふれあい茨城財団
　設立：1997年（平成9年）12月24日
公益財団法人げんでん ふれあい福井財団
　設立：1997年（平成9年）12月11日

## 歴代社長
岡部実までは『日本原子力発電三十年史』による。
| 代 | 氏名       | 就任日         | 退任日         | 備考 |
| -- | ---------- | -------------- | -------------- | ---- |
| 初 | 安川第五郎 | 1957年11月1日  | 1962年11月26日 |      |
| 2  | 一本松珠璣 | 1962年11月27日 | 1970年5月28日  |      |
| 3  | 白沢富一郎 | 1970年5月29日  | 1977年6月27日  |      |
| 4  | 鈴木俊一   | 1977年6月28日  | 1981年6月29日  |      |
| 5  | 岡部実     | 1981年6月30日  | 1992年6月      |      |
| 6  | 飯田孝三   | 1992年6月      |                |      |
| 7  | 阿比留雄   | 1995年         | 1999年6月      |      |
| 8  | 鷲見禎彦   | 1999年6月      | 2004年6月      |      |
| 9  | 市田行則   | 2004年6月      | 2009年6月      |      |
| 10 | 森本浩志   | 2009年6月      | 2011年6月      |      |
| 11 | 濱田康男   | 2011年6月      | 2015年6月      |      |
| 12 | 村松衛     | 2015年6月      | 現職           |      |

## 不祥事
- データ改竄問題（2007年）
  - 経済産業省に提出した報告書で計15項目のデータ改竄や隠蔽があったことが発覚し、関西電力とともに福井県に謝罪した。
- データ流出問題（2007年）
  - 従業員の私有パソコンから敦賀発電所の雑固体減容処理設備に関する技術資料や写真など計482件の業務情報がファイル共有ソフトのネットワーク上へ流出した。
- ドラム缶廃棄問題（2009年）
  - 新潟市内の産業廃棄物処理施設で「日本原子力発電（株）東海発電所」「放射性廃棄物」等と記載されたドラム缶が発見されたが、ドラム缶製造業者の試作品であったため汚染は検出されなかった。
- 拒否権なし発言問題（2018年）
  - 2018年11月7日、和智信隆副社長が、東海第二発電所の周辺6自治体の事前了解が必要な協定について「拒否権という言葉はない」と発言し、物議をかもした。本件について同月24日に謝罪した[15]。
- データ書き換え問題（2020年）
  - 2020年、敦賀原子力発電所2号機の再稼働に向けた審査を通じ、地質データを書き換えた問題が発覚。原子力規制委員会の更田豊志委員長は同年2月12日、「本当に酷い。新たな情報を書き足すなら分かるが手を加える事は今後の議論に誤解を招く」と厳しく批判した[16]。2022年12月、修正された資料提出を受けて審査が再開されたが、2023年3月には、地層の観察場所を間違えるミスがあることが判明。同年8月末までに資料を提出し直すよう行政指導が行われた[17]。